# Werkstatt Florian
Die Werkstatt Florian (slowenisch delavnica Florijan) – benannt nach Florian von Lorch, der im alpinen Raum sowohl in Österreich wie auch in Slowenien in zahlreichen Ortschaften (z. B. Rinkenberg/Vogrče nahe Globasnitz / Globasnica)
verehrt wird, ist eine nach § 11 des Kärntner Chancengleichheitsgesetzes errichtete Werkstatt für kognitiv behinderte Erwachsene (in Kärnten auch Beschäftigungswerkstatt oder umgangssprachlich österreichweit Beschäftigungstherapie genannt). Sie wurde vom damaligen pädagogischen Leiter des Caritas. Team Lebensgestaltung. Floridus Kaiser (ÖVS, ÖFKG) als Europas erste staatenübergreifende und zweisprachige Behindertenwerkstatt konzipiert und unter dem langjährigen Kärntner Caritasdirektor Prälat Kons. Rat Mag. Dr. Viktor Omelko in Globasnitz errichtet. Die Behindertenpädagogin Simona Roblek leitet die Werkstatt seit Beginn. Die Eröffnung fand unter Teilnahme politischer Prominenz aus Slowenien und der Kärntner Landespolitik im Mai 2012 statt.

## Konzept
Kognitiv behinderte Erwachsene aus Südkärnten (Jaunfeld/Podjuna, Rosental/Rož), Nördliche Karawanken/Karavanke und Črna na Koroškem in Slowenien pendeln – unabhängig ihrer nationalen Herkunft oder Art und Ausmaß ihrer jeweiligen individuellen Behinderung – täglich zu traditionellen Arbeitszeiten (8.00 bis 16.00 Uhr) an fünf Werktagen (von Montag bis Freitag) aus zwei verschiedenen Staaten in die Werkstatt. Sie werden dort von Behindertenpädagogen und Sozialbetreuern Behindertenbegleitung im Lebensbereich Arbeit und Beschäftigung sowohl in deutscher als auch in slowenischer Sprache betreut. Um das zweisprachige Konzept durchgehend umzusetzen, wurde auch die Dokumentation für pädagogische und pflegerische Prozesse erstmals zweisprachig realisiert und mittels Cloud-Computing auch in Slowenien zur Verfügung gestellt. Alle sozialbetreuenden Mitarbeiter aus Kärnten und Slowenien sprechen sowohl Deutsch als auch Slowenisch.
Folgende Arbeitsbereiche werden angeboten:
- Gärtnerei
- Tischlerei und Holzbearbeitung heimischer Hölzer
- Keramik
- Haushaltsführung und Küche
- Förderung im Bereich Alltagsbewältigung
- Deutsch/Slowenische Sprach- und Kulturvermittlung

Die Gärtnerei wurde unter Anleitung von DI Klaus Schulze Zumloh vom Bioeschenhof zur Erreichung biologischer Gartenbaustandards gemeinsam mit den behinderten Klienten eingerichtet und die Pflanzen gepflanzt. Die Pflanzen stammen aus heimischen alten Sorten. Als nachhaltiges Material zum Handwerk Korbflechten wurden gemeinsam unter gärtnerisch fachlicher Anleitung unterschiedliche Arten von Weiden wie Korb-, Kopf- und Silberweide gepflanzt. Das keramische Handwerk und die Herstellung von keramischen Produkten wird von Alois Falkinger, dem Bewahrer der Grafensteiner Platte, aus Grafenstein / Grabštan professionell begleitet.

## Hintergrund
Die Betreuung behinderter Erwachsener ist in vielen Ländern Europas (z. B. Deutschland oder Österreich) Aufgabe der Bundesländer. In anderen Staaten – wie Slowenien – ist das Sozialwesen zentralistisch organisiert. Klienten, die in einem Bundesland wohnen, können oft eine nahe Werkstatt im benachbarten Bundesland nicht besuchen. Der Wechsel von einem EU-Staat zum anderen ist bisher überhaupt unmöglich gewesen – trotz des freien Personenverkehrs innerhalb der Europäischen Union. Die Werkstatt Florian/delavnica Florijan ist die erste Einrichtung, die versucht, diese Barrieren abzubauen. Schwierig sind dabei sowohl die unterschiedlichen gesetzlichen Grundlagen (in Bezug auf Pflege und Betreuung) wie auch die unterschiedlichen Qualitätsstandards. Eine besondere Herausforderung bestand in der politischen Einigung der Rahmenbedingungen zweier unterschiedlicher verantwortlicher Körperschaften zwischen der landespolitischen Verantwortung in Kärnten (aufgrund der föderalen Verfassungsstruktur in Österreich) und den nationalen Bundesbehörden in Slowenien. Die Sparpolitik aufgrund der Wirtschafts- und Bankenkrise, die 2012 auch Slowenien erfasst hat, lässt an einer dauerhaften Lösung zweifeln.
Dieses Konzept einer staatenübergreifenden Behindertenwerkstatt wurde bereits bei der Werkstatt Klemens / delavnica Klemen in Maria Elend / v Podgorijah im Rosental / v Rožu konzipiert, doch vom zuständigen FPK Soziallandesrat Christian Ragger verhindert.

## Architektur
Das Architektenteam Murero-Bresciano aus Klagenfurt am Wörthersee / Celovec ob Vrbskem jezeru hat die Werkstatt geplant. Das Satteldach fügt sich traditionell in den südalpinen Bereich der östlichen Ausläufer der Karawanken und dem ländlich ruralen Umfeld ein. Die äußere Form deutet sowohl ein Gehöft und andererseits ein Industriegebäude an. Das Gebäude wird unauffälliger Teil der gewachsenen bäuerlichen Ortschaft und sticht dennoch hervor. Der Innenraum ist großzügig gestaltet. Die Raumhöhe und die verwendeten Materialien (wie Sichtbeton, Estrichlackierung) erinnern an Industriearchitektur, um Arbeit körperlich-sinnlich zu vermitteln und wahrzunehmen. Die Stäbchenparkettböden und Tische im Arbeitsbereich sind aus heimischer Eiche gezimmert und beziehen sich auf das größte einheitliche Waldgebiet im Jauntal, das die Dobrowa – Eichenwald – genannt wird.
Die Stühle wurden aus Ahorn gefertigt und hellen den Raum auf. Die Sprossenwände und Sprossenhandläufe aus Eiche (Rahmen) und Esche (Sprossen), um Härte sowie Flexibilität zu gewährleisten. Die Bestandteile aus Holz wurden nur geölt und nicht lackiert, um den sinnlichen Charakter von Holz zu verstärken.
Im Innenhof, der an italienische Kreuzgänge zur Kontemplation erinnert, steht eine Linde/lipa, dem Nationalbaum Sloweniens, gepflanzt. Der Baum verkörpert sinnlich die Najevska lipa, ein fast 800-jähriger Lindenbaum in Črna na Koroškem.

### Auszeichnung
Die Werkstatt Florian wurde am 6. Dezember 2012 mit dem Landesbaupreis Kärnten 2012 im Architekturhaus Kärnten ausgezeichnet.
Die Jury unter dem Vorsitz von Architekt DI Gerhard Mitterberger begründet ihre Entscheidung, das Bauwerk zeichne sich „durch Schlichtheit, Zweckmäßigkeit und die gelungene Schichtung von Glashaus, Atrium und Aufenthaltsbereich, die Landschaft durchs Gebäude ziehen läßt“ aus. Der grenzüberschreitende Charakter und die unaufdringliche Form wurden besonders gelobt.
Im öffentlich einsichtigen Juryprotokoll heißt es: Der Bau „dient“ vor Allem seinen Nutzern und kommt gänzlich ohne „Architekturgesten“ aus; er erscheint geradezu provokant „normal“. Umso mehr überzeugt er in seiner selbstverständlichen Präsenz: eine preiswürdige interkulturelle Einrichtung für behinderte Menschen.

## Kritik
Es ist längst überfällig, dass in einem einigen Europa auch transnationale Behindertenwerkstätten zur Integration kognitiv behinderter Erwachsener errichtet und angeboten werden. In einem Europa, das auch zum freien Personenverkehr geschaffen wurde, war dies für schwer behinderte Menschen im Lebensbereich Arbeit bislang nicht möglich. Die Beachtung der kulturellen Dimension durch ein zweisprachiges Konzept (Betreuungspersonen, Dokumentationssystem, Beschilderung) spielt dabei eine herausragende Rolle. Unter diesem Gesichtspunkt ist das Projekt besonders wertvoll.
Andererseits ist gesellschaftspolitisch zu kritisieren, dass Landesbehörden der Behindertenhilfe Beschäftigungswerkstätten 2012 noch planen und bewilligen, da Beschäftigungstherapien und andere Einrichtungen zur Separation nach der UN-Konvention über Rechte von Menschen mit Behinderung kritisch und als nicht zukunftsorientiert analysiert und beschrieben werden (Siehe dazu Stellungnahme des Monitoringausschuss). Spezielle Einrichtungen – auch wenn sie gut geplant und integrativ gerichtet sind – verhindern Inklusion in der sozialversicherungsrechtlich abgesicherten Arbeitswelt auch für schwer- und schwerstbehinderte Erwachsene. Behörden und Trägerorganisation müssen sich darüber klar sein, dass Ein Gebäude dieser Art aufgrund der buchhalterischen Abschreibung 20 – 30 Jahre steht und inklusive Bestrebungen verlangsamt.